# Pomáz
Pomáz è una città di 16 408 abitanti situata nella contea di Pest, nell'Ungheria settentrionale.